# Herschel Island – Qikiqtaruk Territorial Park

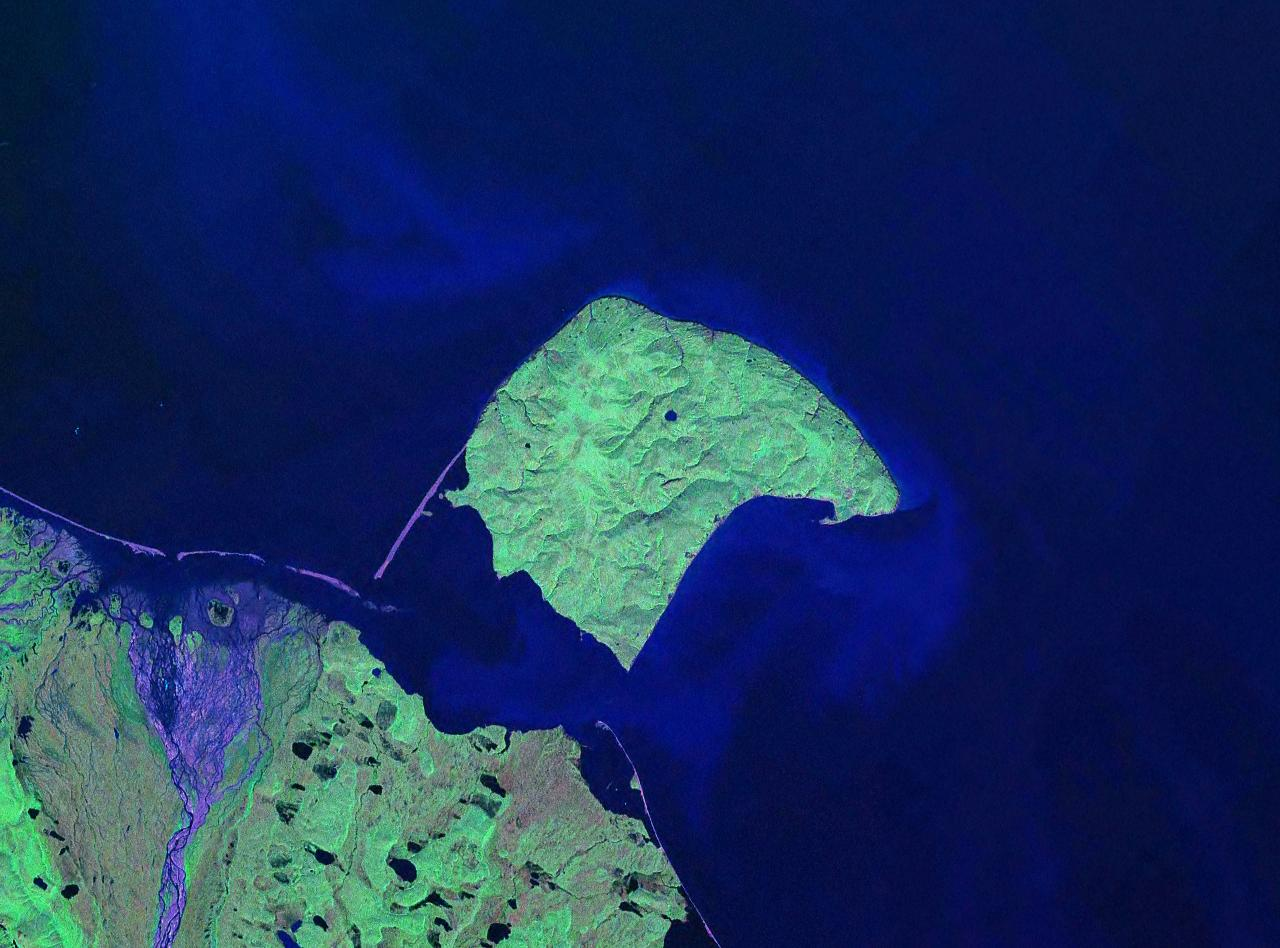
NASA Landsat pseudocolour Foto von Herschel Island

Der Herschel Island – Qikiqtaruk Territorial Park ist ein 112,87 km² großer Provinzpark vor der Küste des kanadischen Territorium Yukon in der Beaufortsee, östlich des Mündungsdeltas des Firth River. Der Park liegt in der Verwaltungsregion Inuvik und ist der älteste der Territorial Parks im Yukon. Die nächstgelegene größere Gemeinde ist das etwa 220 km Luftlinie südöstlich gelegene Aklavik.
Bei dem Park handelt es sich um ein Schutzgebiet der IUCN-Kategorie II (Nationalpark).
Auf Grund seiner abgeschiedenen Lage besuchten den Park in den Jahren von 1990 bis 2005 jährlich nur etwa 400 bis 600 Besucher, wobei einzelne Jahre mehr oder weniger Besucher hatten. Der Park steht zusammen mit dem Vuntut-Nationalpark und dem Ivvavik-Nationalpark auf der Tentativliste zur Aufnahme als Welterbe in Kanada.

## Anlage
Der Park liegt nördlich des Polarkreises auf der Insel Herschel Island, rund 5 km vor der Küste des Festlands. Der Park nimmt die gesamte Fläche der Insel ein und hat damit eine Ausdehnung von rund 18 km Länge und eine maximale Breite von etwa 11 km. In der ehemaligen Siedlung Pauline Cove findet sich in den Sommermonaten eine Station der Park Ranger. Auf dem Festland liegt der Insel gegenüber der Ivvavik-Nationalpark.

## Geschichte
Wie viele Parks in Kanada hat auch dieser eine Geschichte die nicht erst mit der Entdeckung durch Europäer begann. Als die Insel 1826 von Sir John Franklin entdeckt und nach seinem Freund, dem Wissenschaftler Sir John Herschel, benannt wurde, gab es dort noch drei Siedlungen der Inuvialuit (Kigirktaugmiut). Mit der Ausweitung des Walfangs in immer weiter nördliche Regionen ließen sich später auch Walfänger auf der Insel, in Siedlung Pauline Cove, nieder. Zuvor hatten sich dort schon Händler und Jäger niedergelassen. Später kam auch ein Handelsposten der Hudson’s Bay Company hinzu. Mit der Schließung der Niederlassung 1937 begann auch der Niedergang der Insel und immer mehr Einwohner verließen diese. Mit der Gründung des Parks 1987, auf Grundlage des Inuvialuit Final Agreement, mussten die letzten dauerhaften Bewohner die Insel verlassen.

## Flora und Fauna
Die Landschaft des Parks ist gekennzeichnet von arktischer Tundra. Über 200 verschiedene Pflanzen finden sich auf der Insel. An größeren Säugetieren findet sich auf der Insel zeitweise eine kleine Gruppe von Karibous (Barrenground-Karibus (Rangifer tarandus groenlandicus)) sowie gelegentlich Moschusochsen. Weiterhin besuchen die Insel gelegentlich Grizzlybären und im Winter Eisbären. Nach Zählung der Parkverwaltung kommen weiterhin 94 Vogelarten auf der Insel vor, darunter die Schneeeule, der Raufußbussard, der Wanderfalke und die Raubmöwe.